# ستانان
ستانان (أو هيدريد القصدير) هو مركب كيميائي من القصدير والهيدروجين له الصيغة الكيميائية SnH4، ويكون على شكل غاز عديم اللون في الشروط القياسية من الضغط ودرجة الحرارة.

## التحضير
لا يمكن أن تتم عملية التحضير من التفاعل المباشر بين العنصرين المكونين للمركب، إنما يحضر من تفاعل أملاح القصدير الرباعي الهالوجينية مثل كلوريد القصدير الرباعي مع مختزلات قوية مثل بورهيدريد الصوديوم أو هيدريد ألومنيوم الليثيوم. 
{\displaystyle \mathrm {SnCl_{4}+LiAlH_{4}\longrightarrow SnH_{4}+LiCl+AlCl_{3}} }
يتم التفاعل أعلاه في وسط من الإيثر الخالي من الماء عند درجات حرارة منخفضة.

## الخواص
يوجد مركب الستانان في الشروط القياسية على هيئة غاز عديم اللون، والذي يتفكك ببطء عند درجة حرارة الغرفة، ليعطي القصدير الفلزي وغاز الهيدروجين، لذلك فالمركب يشتعل عند التماس مع رطوبة الهواء الجوي.

## اقرأ أيضاً
- بوران
- جرمان
- أرسين
- بلومبان
- غالان